# إيوري نوميزو
إيوري نوميزو (野水伊織 نوميزو إيوري) هي ممثلة يابانية ولدت في 18 أكتوبر 1985 في محافظة غونما.

## أدوارها في الأنمي

### مسلسلات أنمي تلفزيونية
- ديت أ لايف - يوشينو
- رايلغان معينة خاصة بالعلم S - فيبري, جاني
- بلاد لاد - فويومي ياناغي
- آخر (رواية) - يومي أوغورا
- لاست إكسايل: فام ذات الأجنحة الفضية - ماريلا
- ديدمان وندرلاند - ميناتسوكي تاكامي
- لاغرانج زهرة الريني - شوكو إيغاراشي
- سيكريد سفن - فيزوي لاو
- هل هذا زومبي؟ - هارونا
- تشايكا أميرة التابوت - فيفي هولوباينين
- تشايكا أميرة التابوت AVENGING BATTLE - فيفي هولوباينين
- تستامنت الأخت الشريرة - كورومي نوناكا
- تراياج X - هارون ميكازوكي
- كانكولي - شوكاكو, زويكاكو
- جاندام بيلد فايترز تراي - يومي ساكاشيتا

### أفلام أنمي
- سترايك ويتشز - روزالي دو إمريكوت دو غروني

## وصلات خارجية
- إيوري نوميزو على موقع IMDb (الإنجليزية)
- إيوري نوميزو على موقع ميوزك برينز (الإنجليزية)
- إيوري نوميزو على موقع قاعدة بيانات الفيلم (الإنجليزية)
- إيوري نوميزو على موقع ANN person (الإنجليزية)

1. ↑  MusicBrainz (بالإنجليزية), MetaBrainz Foundation, QID:Q14005